# Live at the Hard Rock Cafe
Live at the Hard Rock Cafe è il secondo dvd della cantante britannica Melanie C, pubblicato il 29 giugno 2009 dall'etichetta discografica Red Girl.
Registrato l'8 ottobre 2008 all'Hard Rock Cafe di Manchester, contiene quindici tracce eseguite dal vivo tra le canzoni più famose dei quattro album della cantante pubblicati in precedenza.
Diretto da Marc Hauber e Raman Mohial prodotto dallo stesso Hauber insieme a Tamir Tzvi, è stato diffuso solo sul sito Internet di Melanie C in 1750 copie e il ricavato è stato devoluto in beneficenza alla fondazione dedicata a Caron Keating.

## Tracce
1. Beautiful Intentions
2. Love to You
3. Carolyna
4. Northern Star
5. Never Be the Same Again
6. Reason
7. Immune
8. Be the One
9. Don't Let Me Go
10. Why
11. May Your Heart
12. Next Best Superstar
13. This Time
14. Here It Comes Again
15. I Turn to You

### Contenuti extra
1. Blue Skies All the Way (photo gallery)
2. Paris Burning (photo gallery)
3. This Time Electronic Press Kit
4. Hidden "Easter Egg